# Wu Qi
Wu Qi (chino simplificado: 吴起, chino tradicional: 吳起, pinyin:  Wú Qǐ, Wade-Giles: Wu Ch'i, (440-381 a. C.) fue un filósofo legalista, escritor, líder militar y político chino del período de los Reinos Combatientes.

## Biografía
Nacido en el Estado de Wei (衛), fue experto en dirección de ejércitos y estrategia militar. Sirvió en los estados de Lu y Wei. En el estado de Wei, comandó grandes batallas y fue nombrado intendente del condado de Xihe. Xihe era el área entre los ríos Amarillo y Luo que Wei acababa de tomar al estado de Qin. Más tarde, tras separarse de su señor y exiliarse, Wu Qi fue al Estado de Chu donde fue nombrado primer ministro por el Rey Dao de Chu (楚悼王). Sus reformas hicieron de Chu un estado fuerte en el momento. Pero las reformas que instituyó enfurecieron a la vieja nobleza de Chu y será asesinado tras la muerte del rey.
Las reformas de Wu, que empezaron alrededor del 389 a. C., se dirigían generalmente a cambiar el gobierno corrupto e ineficiente. La nobleza y la burocracia eran muy corruptas y el gobierno debía asumir los costos. Wu en primer lugar bajó el sueldo anual de los funcionarios de Chu, despidiendo a los funcionarios que eran inútiles o incompetentes. También eliminó los privilegios hereditarios después de tres generaciones. El dinero ahorrado por la reducción de costes se usó para crear y entrenar un ejército más profesional.
Otra de las obras de Wu fue hacer trasladar todos los nobles a las fronteras, lejos de la capital: podría reducir su poder y al mismo tiempo podría poblar esas áreas, haciéndolas más útiles para el gobierno de Chu. También se le atribuye el haber ideado un conjunto de códigos de construcción para la capital Ying, para que la ciudad pareciera menos "bárbara".
A pesar de que sus reformas pronto empezaron a hacer de Chu un país poderoso, los nobles y taoístas de Chu lo odiaban, acusándolo de tratar de cambiar las viejas costumbres, y llegaron incluso a criticar los códigos de construcción. Los taoístas lo acusaron de "belicista" y "admirador de la fuerza y las armas", incluso yendo tan lejos como para decir que era "una amenaza para la humanidad". Se le acusó de no llorar la muerte de su madre y también de asesinar a su propia mujer (que era hija de un noble de Qi) para ganarse la confianza del gobernante del estado de Lu. No se sabe históricamente si algunas de estas acusaciones son ciertas, o si fueron creadas por los enemigos políticos de Wu Qi para calumniarlo.
La potencia de Chu se vio rápidamente durante este periodo: Chu derrotó el estado de Yue al sur y al de Wei al norte. No obstante, el Rey Dao falleció y los viejos nobles conspiraron para asesinar a Wu Qi en el funeral real, donde estaría separado del ejército. Wu Qi vio a los asesinos armados con arcos, y se precipitó junto al cuerpo de rey Dao. Fue asesinado, pero muchas flechas impactaron en el rey muerto. El nuevo Rey Chu (楚肃王), furioso ante el cuerpo de su padre mutilado, ordenó ejecutar a todos los nobles participantes en la conjuración, junto con sus familias.